# Siglo XXI de España Editores
Siglo XXI de España Editores és una editorial espanyola creada l'any 1967 amb seu a Madrid. Es dedica a la publicació de llibres especialment relacionats amb la difusió i desenvolupament d'un pensament crític en història, filosofia, sociologia, política i economia, en les ciències humanes i socials en general.

## Història
L'editorial va néixer el 1967, dos anys després de la seva filial germana Siglo XXI Editores de Mèxic, gràcies a la iniciativa d'Arnaldo Orfila Reynal, antic director general del Fondo de Cultura Económica. Altres personalitats del món intel·lectual i professional que van col·laborar en el projecte inicial de l'editorial van ser: Juan Benet, José Ramón Recalde, Daniel Zarza, Pablo García Arenal, José Luis López Aranguren, Faustino Lastra, Clemente Auger, Manuel Varela, Javier Pradera, Jesús Vicente Chamorro, Pablo Serrano i Javier Abásolo.
En el catàleg de la primera etapa es poden trobar autors com Julio Cortázar, Augusto Roa Bastos, Alejo Carpentier, Juan Benet, Eduardo Galeano, Fernando Claudín, Carmen Martín Gaite, Francisco Tomàs i Valiente, Manuel Tuñón de Lara, Agustín García Calvo, Marta Harnecker, Serafín Fanjul García, Josep Ferrater i Mora, Gonzalo Puente Ojea, Manuel Castells, fins a humoristes com Chumy Chúmez. Entre els estrangers destacats es pot trobar a Geoffrey Lloyd, Roland Barthes, Tzvetan Todorov, Jacques Lacan, Karl Marx, Sigmund Freud, Marvin Harris, Perry Anderson, Richard Alley, Maxime Rodinson, Robert Service, Gabriele Ranzato, Paul Ricoeur, Louis Althusser, Noam Chomsky, Geoffrey Robertson, Jean Baudrillard, Pierre Bourdieu, Eric Hobsbawm, Joseph Roth, Jean-Pierre Vernant, Alfred Schmidt, Hubert Schleichert, Ulrich Beck, Zygmunt Bauman, Arthur Schopenhauer o Michel Foucault.
La idea motor d'aquesta nova fundació editorial era la renovació del pensament polític, sociològic i històric a l'Estat espanyol. Aquesta fita es va assolir gràcies a l'abaratiment de costos que suposava l'edició i distribució en territori espanyol.
No obstant això, durant la dècada de 1990, les vendes van seguir caient. L'any 1993, atabalada pels deutes amb els autors, la direcció va plantejar un expedient de regulació d'ocupació que finalment no prosperà. Tot i així, quatre anys després, Faustino Lastra, que havia tornat per fer-se càrrec de la direcció de l'empresa en substitució de Javier Abásolo, va aconseguir finalment que l'autoritat laboral donés llum verda a la reestructuració. Com a conseqüència, el Consell d'Administració va decidir desprendre's de la distribuïdora, vendre l'edifici de la seu i acomiadar a la majoria de la plantilla, que va quedar reduïda a un equip editorial mínim.
El 2010 va ser adquirida per Ediciones Akal, intregrada con un segell més del grup.

## Col·leccions
| - Acción social - Asistencia social - Antropología - Antropología y etnografía - Antropología y etnología - Artes - El hombre y sus obras - Arquitectura y urbanismo - Biblioteca del pensamiento socialista - Biblioteca Eduardo Galeano - Galeano bolsillo - Biblioteca Gonzalo Puente Ojea - Biografías - Ciencia - Ciencia y técnica - Los científicos y sus descubrimientos - Creación literaria - Voces del Este - Criminología y derecho - Economía y demografía - El mundo del hombre - Educación - Educación especial - Filosofía - Filósofos en 90 minutos | - Historia - Estudios de historia contemporánea - Historia de Europa - Nueva historia de Europa - Historia de la filosofía - Historia de la tecnología - Historia de las religiones - Historia de los movimientos sociales - Historia económica mundial - Historia inmediata - Historia universal - Historia y arqueología - Hitos - Lingüística y teoría literaria - Psicología - Psicología social - Psicología y etología - Manuales psicología - Salud y sociedad - Sociología y política - Memorias de la represión - Nueva ciencia política de América Latina - Teoría - Teoría crítica |